# John Gould Stephenson

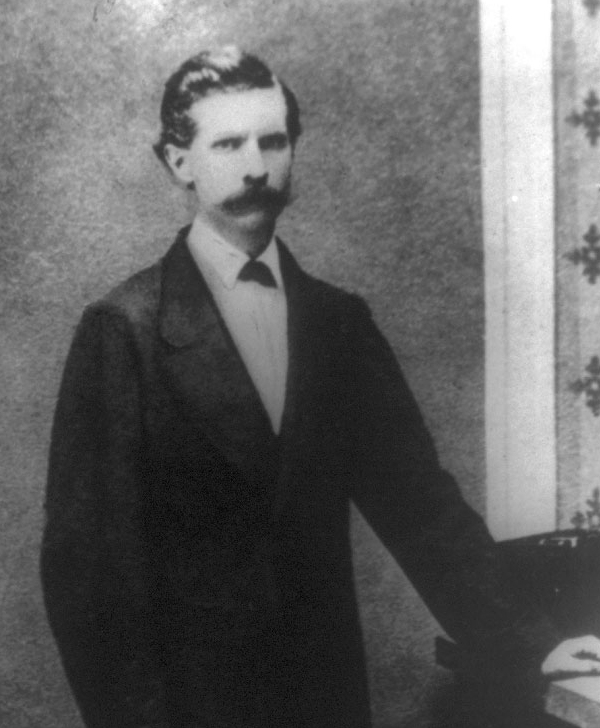
John Gould Stephenson

John Gould Stephenson (* 1. März 1828 in Lancaster, New Hampshire; † 12. November 1882 in Washington, D.C.) war ein US-amerikanischer Mediziner und der fünfte Leiter der Library of Congress. Er war von 1861 bis 1864 im Amt.

## Leben
Nach einer Ausbildung an der New Hampshire Medical Institution und dem Medical College von Castleton lebte er in Terre Haute (Indiana). 1861 übertrug ihm Präsident Abraham Lincoln das Amt des Leiters der Library of Congress als Nachfolger von John Silva Meehan. Es gibt keine historischen Belege darüber, warum ein Mediziner in dieses Amt berufen wurde.
Während fast seiner gesamten Amtszeit kämpfte Stephenson im Sezessionskrieg. Er diente als Colonel im Unionsheer: zuerst im 19. Indiana-Regiment und später in der Potomac-Armee. Dabei nahm er an den Schlachten von Fitzhugh Crossing, Chancellorsville und Gettysburg teil.
Sein größtes Verdienst war die Berufung von Ainsworth Rand Spofford als Stellvertretender Leiter. Spofford übernahm später das Amt des Leiters der Library of Congress von ihm und war maßgeblich an der Umwandlung der Bibliothek von einer Hilfseinrichtung des Kongresses in eine nationale Institution beteiligt. Nach seinem Ausscheiden aus dem Amt im Jahre 1864 engagierte Stephenson sich in verschiedenen öffentlichen Ämtern.